# 청남국민학교 구매분교
청남국민학교 구매분교는 경상북도 영양군 청기면 구매리 49에 있었던 초등학교이다.

## 연혁
- 1963년 5월 6일 청남국민학교 구매분교장 설립 인가
- 1964년 11월 9일 청남국민학교 구매분교 개교
- 1972년 3월 1일 구매국민학교 승격 분리
- 1983년 3월 1일 청남국민학교 구매분교장 격하
- 1993년 3월 1일 폐교 및 청남국민학교 통합